# Челли, Клаудио Мария
Клаудио Мария Челли (итал. Claudio Maria Celli; 20 июля 1941, Римини, королевство Италия) — итальянский прелат, ватиканский и куриальный сановник. Титулярный архиепископ Клюэнтума с 16 декабря 1995. Секретарь Администрации церковного имущества Святого Престола с 16 декабря 1995 по 27 июня 2007. Председатель Папского Совета по массовым коммуникациям Римской курии с 27 июня 2007 по 15 марта 2016.

## Биография
Челли родился в Римини, и был рукоположён в сан священника 19 марта 1965 года. Он закончил Папскую Церковную Академию в 1966 году. В 1992 году, он стал заместителем секретаря по отношениям с государствами (заместителем министра иностранных дел) секции Государственного Секретариата Святого Престола.
16 декабря 1995 года, Челли был назначен секретарем Администрации церковного имущества Святого Престола и титулярным архиепископом Клюэнтума. Он получил свою епископскую ординацию 6 января 1996 года от папы римского Иоанна Павла II, которому помогали Джованни Баттиста Ре — титулярный архиепископ Весковьо, заместитель Государственного секретаря Святого Престола и Хорхе Марией Мехия — титулярный архиепископ Аполлонии, секретарь Конгрегации по делам Епископов.
Папа римский Бенедикт XVI позже назначил его председателем Папского Совета по массовым коммуникациям 27 июня 2007 года. Челли наследовал за давно занимавшим этот пост и будущим кардиналом Джоном Патриком Фоли.
Он когда-то заявил в январе 2008 года, что католические средства массовой информации «не должны стать … инструментами религиозного или культурного фундаментализма». Он продолжал: «Наши средства массовой информации направляются не только католикам, но и всеми людьми … они не существуют только для или направлены только на людей, которые уже принадлежат Церкви, довольно они должны также дать осторожное внимание тому, что существует в душе человека, в его сердце, где иногда может быть расстояние от Бога, или много раз, глубокая ностальгия к Богу».